# Une vie violente (film, 1962)
Pour l’article homonyme, voir Une vie violente.
Pour plus de détails, voir Fiche technique et Distribution.
Une vie violente (Una vita violenta) est un film italien réalisé par Paolo Heusch et Brunello Rondi, sorti en 1962. Il est tiré du roman Une vie violente de Pier Paolo Pasolini.

## Synopsis
À Rome, Tommaso Puzzilli est un garçon qui a grandi dans la banlieue de Pietralata. Sans travail, Tommaso se débrouille avec ses amis en commettant des délits pour gagner de l'argent. Un matin, un de ses amis a un accident et se retrouve sous un tramway.
Après cet épisode, Tommaso quitte ses amis et rencontre une fille, Irene. Après le premier rendez-vous au cinéma, où Tommaso est très tactile, Irene ne se montre plus jamais. Tommaso et d'autres amis vont alors chanter une sérénade devant la maison de la jeune fille, dans le quartier de Garbatella, mais les choses tournent mal : Tommaso et ses amis se heurtent à des garçons du quartier et Tommaso finit par poignarder l'un d'entre eux. Recherché par la police, il est arrêté et se retrouve en prison.
Au bout de 18 mois, il sort de prison avec l'intention de changer de vie. Entre-temps, ses parents achètent une maison dans un meilleur quartier et Tommaso, avec l'aide d'un prêtre, décide de s'installer et d'épouser Irene. Alors que tout semble aller pour le mieux, Tommaso tombe malade de la tuberculose.

## Fiche technique
- Titre français : Une vie violente ou Une vie de violence[1]
- Titre original : Una vita violenta
- Réalisation : Paolo Heusch et Brunello Rondi
- Scénario : Ennio De Concini, Franco Brusati, Paolo Heusch, Brunello Rondi, Franco Solinas d'après le roman Une vie violente de Pier Paolo Pasolini
- Collaboration aux dialogues : Sergio Citti
- Musique : Piero Piccioni
- Photographie : Armando Nannuzzi
- Montage : Nella Nannuzzi
- Production : Moris Ergas
- Société de production : Aera Films et Zebra Films
- Pays :  Italie et  France
- Genre : Drame
- Durée : 106 minutes
- Dates de sortie : 
  -  Italie : 29 mars 1962

## Distribution
- Franco Citti : Tommaso
- Serena Vergano : Irene
- Alfredo Leggi : Cagone
- Angelo Maria Santiamantini : Lello
- Benito Poliani : Zucabbo
- Giorgio Santangelo : Carletto
- Piero Morgia : Carletto